# Sipina
V fizični geografiji je sipina hrib iz peska, ki ga je zgradil veter ali vodni tok. Sipine se pojavljajo v različnih oblikah in velikostih, ki nastanejo pri delovanju toka zraka ali vode. Večina različnih vrst sipin je bolj na privetrni strani, kjer pesek potiska sipino navzgor. Imajo krajši »zdrsni del« v zavetrju. Med sipinami je dolina dolina ali korito (slack). »Polje sipin« je območje, ki ga pokrivajo obsežne sipine.
Nekatera obalna območja imajo enega ali več sklopov sipin, ki tečejo vzporedno z obalo neposredno od kopnega. V večini primerov so sipine pomembne za varovanje zemljišč pred opustošenjem zaradi nevihtnih valov z morja. Čeprav so najpogosteje sipine povezane z obalnimi regijami, so največji deli sipin na kopnem na sušnih območjih in povezane s starimi jezerskimi ali morskimi podlagami.
Sipine lahko nastanejo tudi zaradi delovanja vodnega toka (rečni procesi) in na peščenih ali prodnatih območjih rek, rečnih ustij in morskega dna.

## Nastanek
Odlaganje usedlin ali vetrna akumulacija se zgodi, ko se veter upočasni in se zmanjša njegova moč prenosa snovi, kar je razlog za nastanek sipin. Običajno nastane, ko veter naleti na kakšno oviro (kamen, skala, grmiček itd.) in se ob njej kopičijo snovi, ki jih prinaša veter. Z večanjem količine snovi se poveča tudi ovira, kar pospeši odlaganje novih snovi, in sčasoma nastanejo peščeni nasipi, imenovani sipine.

## Varstvo
Habitati sipin zagotavljajo niše za visoko usposobljene rastline in živali s številnimi redkimi in nekaterimi ogroženimi vrstami. Zaradi širjenja prebivalstva uničujejo sipine pri kultiviranju zemljišč, za rekreacijske namene, pa tudi ko preprečujejo širjenje peska na naseljena območja. Nekatere države, predvsem ZDA, Avstralija, Kanada, Nova Zelandija, Združeno kraljestvo, Nizozemska in Šrilanka so razvile  programe varstva pred sipinami z uporabo utrjevanja peska. V Združenem kraljestvu je bil razvit akcijski načrt za biotsko raznovrstnost z oceno izgube sipin in preprečevanje prihodnjega uničevanja sipin.

## Eolske oblike sipin

### Polmesečaste, srpaste ali prečne sipine
Sipine v obliki polmeseca ali srpa so običajno širše kot daljše. Zdrsna stran je na konkavni strani sipine, privetrna je položnejša. Te sipine delajo vetrovi, ki pihajo dosledno iz ene smeri in so znane kot barhan ali prečne sipine. Nekatere vrste polmesečastih sipin se premikajo hitreje čez puščavske površine kot katera koli druga vrsta sipin. Skupina sipin v kitajski pokrajini Ningsja se je preselila več kot 100 metrov v  letu, med letoma 1954 in 1959, podobne hitrosti so v zahodni puščavi Egipta. Največje polmesečaste sipine na Zemlji s povprečnimi širinami greben-na-greben so velike več kot tri kilometre in so v kitajski puščavi Takla Makan.

### Lunete
Stalne polmesečaste sipine, ki nastajajo na robu zavetrnih suhih jezer in rečnih dolin na sušnih in nerodovitnih območjih kot odgovor na smeri prevladujočih vetrov, so znane kot lunete (mejne sipine, tolščate in glinene sipine). Sestavljene so iz gline, blata, peska ali sadre, izprane s tal območja ali obale in prenesene navzgor s konkavne strani sipin in ustaljene na izbočeni strani. V Avstraliji so dolge do 6,5 km, 1 km široke in do 50 metrov visoke. Prav tako se pojavljajo v južni in zahodni Afriki in v nekaterih zahodnih delih ZDA, še posebej v Teksasu.

### Podolgovate sipine
Ravni ali rahlo vijugasti peščeni grebeni, običajno precej daljši kot širši, so znani kot podolgovate sipine. Lahko so dolge več kot 160 kilometrov. Nekatere se združijo v obliki črke Y v sestavljene sipine. Mnoge oblike so nastale zaradi dvosmernega pihanja vetra. Dolge osi teh sipin se raztezajo v smeri gibanja peska.
Podolgovati hribi puhlice, znani kot paha, so površno podobni. Puhlica je meljasta usedlina, ki jo veter odnese dlje od izvornega območja kot pesek. Velika območja puhlice so bila nanesena med ledenimi dobami, ko je bilo na voljo veliko meljastih snovi, rastlin malo, vetrovi pa so bili močni. Obsežna območja puhlice najdemo v Rusiji, Panonski nižini, na Kitajskem, v Severni Ameriki in argentinskih pampah.

### Zvezdaste sipine
Radialno simetrične zvezdaste sipine so piramidasti nasipi peska s strmejšo stranjo na treh ali več krakih, ki sevajo z visokega središča  hriba. Običajno se kopičijo na območjih z večsmernim vetrom. Zvezdaste sipine se dvigajo navzgor namesto bočno. Prevladujejo v Velikem vzhodnem  ergu (Grand erg Oriental) v Sahari. V drugih puščavah so na robu peščenega morja, še posebej pri topografskih ovirah. V jugovzhodni puščavi Badjin Džaran na Kitajskem so zvezdaste sipine visoke do 500 metrov in so med najvišjimi sipinami na Zemlji.

### Kupolaste sipine
Ovalni ali okrogli nasipi, ki na splošno nimajo zdrsne strani, so kupolaste sipine. So redke in se pojavijo daleč od smeri vetra, na robu peščenega morja.

### Parabolične sipine
Pri paraboličnih sipinah je nasip peska v obliki črke U s konveksnimi nosovi, razvlečenimi s podaljšanimi kraki. Oblikovane so s premikom sipine, ko erozija poraščen pesek potiska v depresijo v obliki črke U. Podolgovati kraki so zaradi rastlin na istem mestu. Največji krak, znan na Zemlji, doseže 12 km. Včasih te sipine imenujemo U-sipine, depresijske ali lasnice in so dobro znane v obalnih puščavah. V primerjavi s srpastami sipinami so njihovi grebeni obrnjeni proti vetru. Večji del peska v sipinah se seli naprej.
V tlorisu so nasipi v obliki črke U ali v obliki črke V iz dobro sortiranega, zelo drobnega do srednjega peska s podaljšanimi kraki, ki se raztezajo proti vetru za osrednjim delom sipin. Drsne ploskve se pogosto pojavijo na zunanji strani nosu in na zunanjih pobočjih krakov.
Te sipine so pogoste na polsušnih območjih, na katerih so padavine redke v spodnjih delih sipin in na osnovnih tleh. Stabilnost sipine so nekoč pripisovali vegetacijskemu kritju, vendar so nedavne raziskave opozorile na vodo kot glavni vir stabilnosti paraboličnih sipin. Rastline, ki jih pokrivajo, trave, grmičevje in drevesa pomagajo sidrati premikajoče krake. V notranjih puščavah parabolične sipine pogosto izvirajo in se razširijo v smeri vetra od depresije v peščenih plasteh le delno zasidranih z vegetacijo. Prav tako lahko izvirajo od obalnega peska in se razširijo na kopno na poraščene površine, na obalnih območjih in na obalah velikih jezer.
Večina paraboličnih sipin ni visoka nekaj deset metrov, razen konica, na kateri vegetacija ustavi ali upočasni napredovanje kopičenja peska.
Preproste parabolične sipine imajo le eno vrsto krakov proti vetru, za vodilno konico. Sestavljene parabolične sipine so zlite iz več sklopov krakov. Zapletene parabolične sipine vključujejo pomožne krake ali kombinirane oblike, navadno iz podolgovatih oblik ali oblik polmeseca.
Parabolične sipine kot polmesečaste sipine so na območjih, na katerih so zelo močni vetrovi večinoma enosmerni. Čeprav te sipine najdemo tudi na območjih z značilno spremenljivo hitrostjo vetra, ko so učinkoviti vetrovi povezani z rastjo in selitvijo paraboličnih in polmesečaste sipin, so najpogosteje obrnjene v smeri vetra.
Velikost zrn v teh drobno sortiranih plasteh je približno 0,06 do 0,5 mm. Parabolične sipine imajo mehek pesek in strma pobočja le na svojih zunanjih bokih. Notranja pobočja so večinoma dobro utrjena in zasidrana z vegetacijo, kot so koridorji med posameznimi sipinami. Ker so vsi kraki sipin usmerjeni v isto smer, se med koridorji na splošno briše jasno ohlapen pesek, zato so lahko med zaključnimi kraki sipin koridorji. Prečkanje naravnost čez sipine, čez potujoče krake, je zelo oteženo. Prav tako je prečkanje vrha zelo oteženo tudi zato, ker je običajno sestavljen iz ohlapnega peska brez veliko, če sploh, vegetacije.
Obsežne parabolične sipine, ki nimajo vidnih drsnih ploskev in so večinoma iz hrapavega peska, so znane kot zibar. Izraz zibar izhaja iz arabske besede za opis "kotalečih se prečnih grebenov ... s trdno podlago". Sipine so majhne, imajo nizek relief in jih je mogoče najti v številnih krajih po svetu od Wyominga (ZDA), Saudove Arabije do  Avstralije. Razmik med zibari je od 50 do 400 metrov in niso višje kot 10 metrov. Sipine nastajajo približno 90 stopinj na prevladujoč veter, ki piha proč drobnozrnat pesek in pušča grobozrnatega, da nastane greben.

### Vzdolžne sipine
Vzdolžne sipine (imenovane tudi seif – arabska beseda za »meč«), podaljšane vzporedno s prevladujočim vetrom, so morda posledica večjih sipin, ki jim je odpihnilo manjše strani. Imajo ostre grebene in so pogoste v Sahari. Visoke so do 300 m in dolge do 300 km. V južni tretjini Arabskega polotoka se velik erg imenuje Rub al-Hali ('Prazen prostor') in je del Velike arabske puščave, sipine se dolge skoraj 200 km in visoke več kot 300 m.
Mislili so, da so se razvile iz barhanov, če se je spremenila običajna smer vetra. Nova smer vetra povzroči nastanek novih krakov čez enega od prvotnih. Če veter dolgo prevladuje, bo sipina ostala v obliki barhana z enim odvečnim krakom. Če se močan veter nato vrne, se bo ta krak še razširil, tako da se bo na koncu spojil s peskom, ko se bo vrnil prevladujoči veter. Krak se bo še naprej povečeval pod vplivom obeh vetrov in tako bo nastala sipina seif. Pri njej se drsna ploskev razvije ob strani, obrnjeni proč od močnega vetra, medtem ko je drsna ploskev barhana obrnjena v smer gibanja. V zaščitenih koritih med visoko razvitimi sipinami lahko nastane barhan, ker je veter enosmeren.
Prečna sipina je pravokotna na prevladujoči veter, ki verjetno povzroči stalno kopičenje peska na že obstoječe majhne gomile.

### Vzvratne sipine
Vzvratne sipine se pojavljajo povsod, kjer veter občasno obrne smer, in so različice vseh že navedenih oblik. Običajno imajo večje in manjše zdrsne strani, usmerjene v nasprotne smeri.
Vse te oblike sipin so lahko v treh oblikah: preproste, sestavljene in zapletene. Preproste sipine so osnovne oblike z najmanj zdrsnih strani, ki določajo geometrijsko vrsto. Sestavljene sipine so velike sipine, na katerih so položene manjše sipine podobne vrste in s strmejšimi stranmi, zapletene sipine pa so kombinacije dveh ali več vrst sipin. Polmesečaste sipine z zvezdastimi sipinami, nanesenimi na greben, so najpogostejše zapletene sipine. Preproste sipine nastanejo zaradi vetra, ki ni spremenil moči ali smeri od nastanka sipin, medtem ko sestavljene in zapletene sipine kažejo, da sta se moč in smer vetra spremenili.

### Draas
Draas so zelo velike oblike sipin; lahko so visoki na desetine ali nekaj sto metrov, široki v kilometrih in dolgi na stotine kilometrov. Ko draas doseže določeno velikost, na splošno razvije prekrivajoče se oblike sipin. Domneva se, da so starejše in se premikajo počasneje kot manjše sipine ter da so nastale z navpično rastjo obstoječih sipin. Draas so zelo razširjene v peščenih morjih in so dobro zastopane v geoloških zapisih.

### Podvodne
Podvodne sipine nastajajo na dnu peska ali gramoza pod dejavnim tokom vode. So v naravnih strugah, kot so reke in rečna ustja, nastajajo pa tudi v prekopih in cevovodih. Sipine se premikajo navzdol, ko se naklon zmanjša in se usedline odlagajo na pobočju dolvodno ali zavetrnem pobočju na značilni obliki tal.
Te sipine najpogosteje nastanejo kot neprekinjen "vlak" sipin, ki kaže izjemno podobnost valovne dolžine in višine.
Sipine na dnu struge precej povečajo odpornost pretoka, s svojo prisotnostjo in rastjo igrajo pomembno vlogo ob vodni ujmi.

### Litificirane sipine (diageneza)
Litificirane (utrjene) sipine so iz vrste peščenjaka, ki je nastal, ko je morska ali vetrna sipina postala stisnjena in utrjena. Nekoč je v tej obliki lahko voda prehajala skozi skalo, prinesla in odlagala minerale, ki so lahko spremenili barvo skale. Plasti vrste litificiranih sipin lahko kažejo kljukaste vzorce, kot so videti v narodnem parku Zion v zahodnih Združenih državah Amerike.
Slengovski izraz, ki se uporablja v jugozahodnih ZDA za utrjene in trde peščene sipine je slickrock (gladka skala). Uporabljali so ga pionirji Divjega zahoda, ker jekleni robovi koles vagonov niso imeli oprijema na skali.

### Grmičaste sipine
Sipina nabkha ali grmičasta sipina je majhna sipina, zasidrana z rastlinjem. Po navadi kažejo na širjenje puščave ali talno erozijo, na njej so gnezdišča, v njej pa brlogi za živali.

### Obalne sipine
Sipine nastanejo tam, kjer valovi spodbujajo kopičenje peska in prevladujejo vetrovi, ki potiskajo pesek v notranjost. Ovire, na primer vegetacija, kamni in podobno, povzročijo, da se zataknejo gibljiva peščena zrna. Ko se peščena zrna ujamejo, se začnejo kopičiti in se začne oblikovanje sipin. Veter nato začne vplivati na kupček peska, ki zmanjšuje peščene delce s privetrne strani in jih odlaga na zavetrni strani. Postopoma to povzroči nastanek sipine, ki se "seli" v notranjost. Sipine zagotavljajo zasebnost in zavetje pred vetrom. V Sloveniji je edina sipina Školjčna sipina pri Ankaranu.

#### Ekološka zaporednost
Kot so sipine različne, se pojavljajo različne rastline. Razmere na zarodnih sipinah so ostre, od pršenja soli z morja do močnih vetrov. Sipine so dobro drenirane in pogosto suhe ter sestavljene iz kalcijevega karbonata iz školjk. Gnitje morskih alg, nastalih z nevihtnimi valovi, dodaja hranila, da bi lahko pionirske vrste kolonizirale sipine. Te pionirske vrste so trave Ammophilia  in druge morske trave. Te rastline so dobro prilagojene težkim razmeram, značilnim za sipine, imajo globoke korenine, ki segajo do podtalnice, korenaste gomolje, ki proizvajajo dušikove spojine in zaščiteno listno režo, ki zmanjšuje izhlapevanje vode. Prav tako globoke korenine držijo pesek skupaj in sipine rastejo za njimi, saj pesek piha čez trave. Trave dodajajo dušik v tla, kar pomeni, da druge manj odporne rastline lahko nato rastejo na sipinah. Običajno so to vresje (Calluna vulgaris), resave in uleks. Tudi ti so prilagojeni nizki vsebnosti vode v tleh in imajo majhne, bodičaste liste, ki zmanjšujejo izhlapevanje vode. Vresje dodaja humus v tla in se običajno nadomesti z iglavci, ki prenašajo nizek pH tal, ki ga povzročata kopičenje in razgradnja organskih snovi s spiranjem nitratov. Iglasti gozdovi in resava so pogosti vrhunec skupnosti na peščenih sipinah.
Mlade sipine se imenujejo rumene sipine, sipine, ki imajo visoko vsebnost humusa, se imenujejo sive sipine. Na sipinah se izceja in izpira humus, kar je lahko močnejše na izpostavljenih vrhovih sipin. Tu se običajno razvijejo redkejše vrste. Ob vznožju sipin so lahko bolj mokra tla in lahko rastejo plazeče vrbe, bombažna trava, rumeni irisi, trs in rogoz.

## Širjenje puščav
Sipine lahko slabo vplivajo na ljudi, ko posegajo v človekov življenjski prostor. Premikajo se različno, odvisno od vetra, tudi s poskakovanjem (saltacijo), ko peščeni delci preskakujejo po tleh, kot bi se odbijala žoga. Ko ti delci preskakujejo, lahko trčijo v druge delce, kar povzroči polzenje po tleh. Z nekoliko močnejšim vetrom delci trčijo v zraku, kar povzroči plast tokov. V hudem prašnem neurju se lahko sipine premikajo desetine metrov skozi take tokove. Tudi ob snegu, peščenih plazovih, ki padajo po zdrsni strani sipine, ki je stran od vetra, se sipine premaknejo naprej.
Pesek ogroža zgradbe in pridelke v Afriki, na Bližnjem vzhodu in na Kitajskem. Oblivanje peščenih sipin z oljem ustavi njihovo selitev, toda to uničuje živalske habitate sipin in uporablja dragocen vir. Peščene ograje lahko tudi upočasnijo njihovo gibanje, vendar geologi še vedno analizirajo, kakšne ograje bi bile najboljše. Preprečevanje, da bi sipine prodrle v večja mesta, vasi in na kmetijske površine, je postala prednostna naloga Programa Združenih narodov za okolje. Pripomore tudi zasajanje sipin z rastlinami.

## Primeri

### Afrika
- obalno polje sipin Alexandria, Vzhodna Kaplandija, Republika Južna Afrika[11]
- Zahodna Sahara
- Sossusvlei, Namibija

### Azija
- sipine v puščavi Tar v Indiji in Pakistanu,
- sipine Totori, prefektura Totori, Japonska,
- sipina Jen v osrednji iranski puščavi,
- Dasht-e Lut v JV Iranu,
- sipine v provinci Ilocos Norte na Filipinih, še posebej sipine Paoay,
- sipine Merheb, Združeni arabski emirati, uporabljajo jih za motošport in smučanje,
- Gumuk Pasir Parangkusumo blizu obale Parangtritis, Džokdžakarta, Indonezija,
- Mui Ne, Vietnam,.
- Rimal al-Vahiba, Oman[12]
- Teri, rdeče sipine v južni Indiji

### Evropa
- sipina Pyla, ne daleč od Bordeauxa, Francija, je največja znana sipina v Evropi,
- sipine Piscinas, JZ Sardinije,
- puščava Forvie v estuariju Ythana, Aberdeenshire, Škotska,
- Oxwich Bay, zaliv blizu Swanseaja na polotoku Gower, Wales,
- sipine Winterton, Norfolk, Anglija,
- narodni park Słowiński, Poljska,
- polotok Akrotiri, okrožje Limassol, Ciper,
- Råbjerg mile, severna Jutlandija, Danska,
- narodni park Thy, Danska,
- sipine narodnega parka Corrubedo, Španija,
- naravni rezervat sipin São Jacinto, Portugalska,
- Rëra e Hedhur, Šenđin, Albanija,
- narodni park Hoge Veluwe, Veluwe, Nizozemska,
- narodni park Texel, Texel, Nizozemska,
- narodni park Zuid-Kennemerland, Nizozemska,
- sipina Sarah Kum, Naravni rezervat Dagestan, Rusija

### Severna Amerika
- peščene sipine Great Kobuk, najbolj severne sipine na Zemlji, narodni park Kobuk Valley, Aljaska,[13]
- peščene sipine Atabaska, regionalni park Aabaške peščene sipine, Saskatchewan,
- sipine Kelso, puščava Mojave, Kalifornija,
- narodni park Velike peščene sipine (Great Sand Dunes), Kolorado,
- narodni spomenik Bele sipine (White Sands), Nova Mehika,
- rekreacijsko območje Mala Sahara (Little Sahara), Utah,
- Sleeping Bear Dunes National Lakeshore, Michigan, na vzhodni obali jezera Michiganskega jezera,
- sipine Grand Sable, Pictured Rocks National Lakeshore, Michigan,
- Sipine Samalayuca, zvezna država Chihuahua, Mehika,
- sipine Gvadelup - Nipomo, osrednja obala Kalifornije,
- Monahans Sandhills State Park blizu Odesse, Teksas,
- sipine Killpecker, Rdeča puščava v jugozahodnem Wyomingu,
- narodni park Jockey's Ridge – Severna Karolina,
- velike sipine v Cape Henlopen State Park, Lewes, Delaware.

### Južna Amerika
- narodni park Lençóis Maranhenses v državi Maranhão, Brazilija,
- narodni park Jericoacoara, država Ceará, Brazilija,
- Genipabu in Natal, Brazilija,
- narodni park Medanos de Coro blizu mesta Coro, država Falcón, Venezuela,
- sipina Federico Kirbus, provinca Catamarca, Argentina,
- Villa Gesell, provinca Buenos Aires, Argentina,
- Cerro Blanco, provinca Nazca, Peru,
- Cerro Medanoso, regija Atakama, Čile,
- obala Colún, rezervat Valdivian, Čile.

### Oceanija
- puščava Simpson, Queensland in Severni teritorij, Avstralija,
- otok Fraser, Queensland, Avstralija,
- sipine Cronulla, Novi Južni Wales, Avstralija,
- obala Stockton in Novi Južni Wales, Avstralija,
- Te Pake, blizu rta Reing, Nova Zelandija.

### Najvišje sipine na svetu
| Sipina                            | Višina od podlage v čevljih/metrih | Višina od gladine morja v čevljih/metrih | Lokacija                                                                  | Opombe                                                                      |
| --------------------------------- | ---------------------------------- | ---------------------------------------- | ------------------------------------------------------------------------- | --------------------------------------------------------------------------- |
| Federico Kirbus                   | ~4,035/1,230                       | ~9,334/2,845                             | Bolsón de Fiambalá, Fiambalá, provinca Catamarca, Argentina               | najvišja na svetu                                                           |
| Cerro Blanco                      | ~3,860/1,176                       | ~6,791/2,080                             | Dolina Nasca, okrožje Ica, Peru 14°52′05″S 74°50′17″W / 14.868°S 74.838°W | najvišja v Peruju, druga najvišja na svetu                                  |
| Badain Jaran                      | ~1,640/500                         | ~6,640/2,020                             | puščava Badain Džaran, planota Alašan, Notranja Mongolija, Gobi, Kitajska | najvišja stacionarna sipina na svetu in v Aziji                             |
| Rig-e Yalan                       | ~1,542/470                         | ~3,117/950                               | Puščava Lut, Kerman, Iran                                                 | blizu najbolj vročega mesta na svetu (Gandom Beryan)                        |
| Območje povprečno najvišjih sipin | 1,410/430?                         | ~6,500/~1,980?                           | peščeno morje Isaouane-n-Tifernine, Sahara, Alžirija                      | najvišje v Afriki                                                           |
| Big Daddy/Dune 7 (Big Mama?)      | 1,256/383                          | ~1,870/570                               | Sossusvlei, Namib, Namibija / blizu Walvis Baya                           | po podatkih namibijskega ministrstva za okolje in turizem najvišja na svetu |
| Mount Tempest                     | ~920/280                           | ~920/280                                 | Moreton Island, Brisbane, Avstralija                                      | najvišja v Avstraliji                                                       |
| Star Dune                         | >750/230                           | ~8,950/2,730                             | narodni park Great Sand Dunes, Kolorado, ZDA                              | najvišja v Severni Ameriki                                                  |
| Velika sipina Pyla                | ~345/105                           | ~699/130                                 | zaliv Arcachon, Akvitanija, Francija                                      | najvišja v Evropi                                                           |
| Ming-Sha                          | ?                                  | 5,660/1,725                              | oaza Dunhuang, puščava Takla Makan, Gansu, Kitajska                       |                                                                             |
| Medanoso                          | ~1805/550                          | ~5446/1,660                              | puščava Atakama, Čile                                                     | najvišja v Čilu                                                             |

### Sistem peščenih sipin
(obalne sipine sestavljajo skupino)
- Regionalni park Athabasca Sand Dunes, Alberta in Saskatchewan
- Peščene sipine Ashdod, Izrael
- Sipine Bamburgh, Northumberland, Anglija
- Obala Bradley, New Jersey
- Narodni park Circeo, sredozemsko območje sipin na jugozahodni obali Lacija, Italija
- Sipine Cronulla, NSW, Avstralija
- Crymlyn Burrows, Wales
- Dawlish Warren, Devon, Anglija
- Otok Fraser, Queensland, Avstralija, največji peščeni otok na svetu
- Kenfig Burrows, Wales
- Margam burrows, Wales
- Sipine Murlough, Newcastle, grofija Down, Severna Irska
- Sipine Morfa Harlech, Gwynedd, Wales
- Newborough Warren, Severni Wales
- Oregon Dunes National Recreation Area, blizu North Bend, Oregon
- Penhale Sands, Cornwall, Anglija
- Sleeping Bear Dunes National Lakeshore, Michigan
- Sandy Island Beach State Park, Richland, New York
- Studland, Dorsetshire, Anglija
- Narodni park Thy, regija Severna Danska, Danskaq
- Winterton, Norfolk, Anglija
- Sipine Ynyslas, Wales

### Zunajzemeljske sipine
Sipine lahko najdemo v vsakem okolju, v katerem so atmosfera, veter in suh prah. Sipine so pogoste na Marsu in na ekvatorialnih območjih Titana.
Titanove sipine so zelo velike, dolge približno 20 do 30 km. Regije geografsko niso omejene in spominjajo na peščeno morje. Te sipine razlagajo kot vzdolžne sipine, katerih vrhovi so usmerjeni vzporedno s prevladujočo smerjo vetra, ki je v smeri zahod–vzhod. Pesek je verjetno sestavljen iz ogljikovodikovih delcev, po možnosti so pomešani z nekaj vode in ledu.